# Reg Kirkham
Reginald Kirkham (8 tháng 5 năm 1919 - 1999) là một cầu thủ bóng đá người Anh thi đấu ở vị trí hậu vệ biên cho Burnley Football Club từ năm 1947 đến năm 1951. Ông thi đấu 15 trận cho Burnley và thi đấu ở Central League mùa giải 1949. Ông ghi một bàn thắng cho Burnley trên Turf Moor vào lưới Portsmouth năm 1950.
Reg Kirkam gia nhập Everton F.C. với tư cách nghiệp dư năm 1938, kí hợp đồng chuyên nghiệp với Wolverhampton Wanderers mùa giải tiếp theo. Sau chiến tranh, ông trở lại Wolves trước khi chuyển đến Burnley.
Ông giúp đỡ để thành lập Ex-Clarets' Association.
Sự nghiệp của ông kết thúc khi bị dính chấn thương gãy đôi xương trong chuyến du đấu ở Thổ Nhĩ Kỳ. Ông thi đấu cho Rossendale không lâu trước chính thức giải nghệ.